# Glória de Dourados

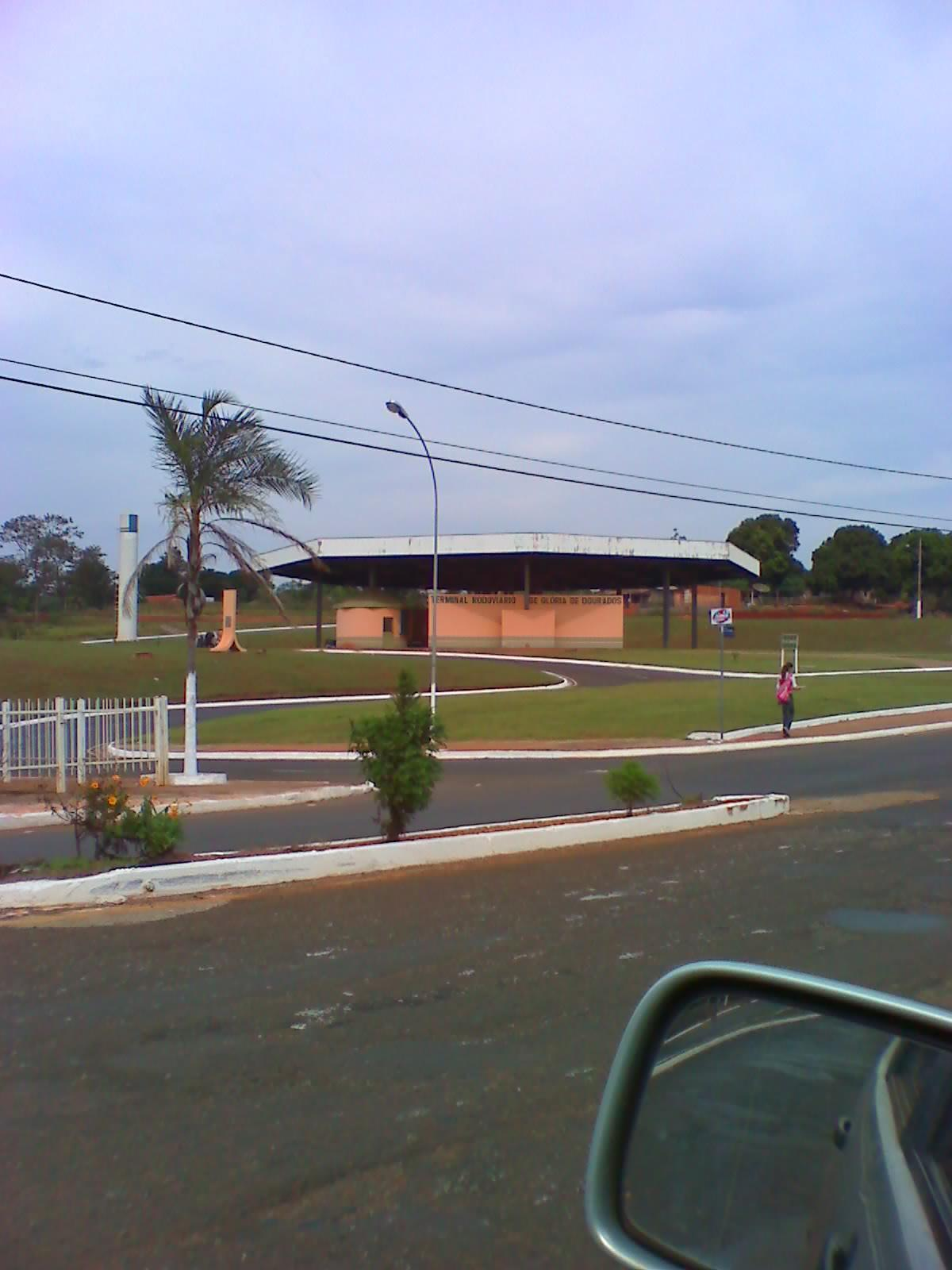
Termina de Rodoviário en Glória de Dourados, Mato Grosso do Sul

Glória de Dourados es un pequeño municipio brasileño ubicado en el centro sur del estado de Mato Grosso do Sul, fue fundado el 2 de mayo de 1956.
Situado a una altitud de 400 m s. n. m., su población según los datos del IBGE para el año 2008 es de 9.915 habitantes,[cita requerida] la superficie es de 491 km², dista de 270 km de la capital estatal Campo Grande.